# Grand Theft Auto: Chinatown Wars
Grand Theft Auto: Chinatown Wars — пригодницька відеогра, розроблена Rockstar Leeds спільно з Rockstar North та видана компанією Rockstar Games. Вийшла 17 березня 2009 року для Nintendo DS, 20 жовтня 2009 для PlayStation Portable, 17 січня 2010 для iPhone та iPod Touch, та 18 грудня 2014 року для пристроїв на Android та Fire OS.
Це тринадцята гра в серії Grand Theft Auto і перша для Nintendo DS та iOS. Chinatown Wars має найвищий бал серед ігор на Nintendo DS та друга найкраща відеогра для PlayStation Portable згідно з агрегатором Metacritic.

## Опис

### Ігровий процес
Геймплей Grand Theft Auto: Chinatown Wars був сильно змінений в порівнянні від минулих частин серії. Керування та геймплей було повністю стилізовано під Nintendo DS, тепер в грі камера може обертатися на 360 градусів.

### Зброя
На відміну від інших ігор серії, у грі присутні деякі відмінності, наприклад, при їзді на машині можна стріляти з пістолета і кидати гранати або коктейлі Молотова з вікна автомобіля. Також, на відміну від San Andreas, щоб стріляти з подвійного пістолета, потрібно або знайти такий, або замовити в магазині зброї.

### Транспорт
На відміну від попередніх ігор Grand Theft Auto, Grand Theft Auto: Chinatown Wars використовує різні системи для викрадення автомобілів. В залежності від автомобіля, він може бути заведений одним з декількох способів. Старі автомобілі легше завести за допомогою кількох поворотів викруткою в замку запалювання, або зламавши замок запалювання і з'єднавши дроти, в той час як інші машини вимагають більшої уваги. Щоб завести нові, дорожчі автомобілі потрібно зламати комп'ютеризований іммобілайзер. До того ж існують фургони магазину зброї та фургони ворожих банд, де можна знайти зброю або наркотики.

### Графіка

GTA: Chinatown Wars

Вперше в серії, вся графіка була повністю мультяшною, а графічні новели мали стиль коміксів.

### Social Club
В Grand Theft Auto: Chinatown Wars гравець надана можливість використовувати Rockstar Games Social Club. За допомогою Social Club гравці можуть завантажувати свою статистику через вбудований Wi-Fi в NDS.

### Нагороди
У грі також присутні нагороди:
- Срібний сейф — за прибуток у 2000 доларів
- Золотий бінокль — за знаходження 40 доларів
- Платиновий шприц — за поширення порошків
- Алмазна коробочка — за поширення галюциногенів
- Дорогий кальян — за поширення депресантів
- Дорогоцінний ключ від міста — за придбання всіх сховищ
- Титановий дипломат  — за знаходження всіх дилерів
- Дерев'яна ложка   — за втрату 500$

## Мультиплеєр
GTA: Chinatown Wars містить мережевий компонент, який дозволяє посилати повідомлення своїм друзям та обмінюватися з ними інформацією та предметами з гри. Ти можеш відправляти й приймати координати захованих речей і особливих локацій, мінятися зброєю, грошима або наркотиками з іншими гравцями, щоб потім використовувати результати цієї торгівлі в одиночній грі, тим самим урізноманітнити досвід та придбавши нові враження. Також в Chinatown Wars існує 6 режимів багатокористувацької гри, що підключається за допомогою локального Wi-Fi з'єднання. У деяких з них тобі доведеться битися пліч-о-пліч зі своїм товаришем, в той час як в інших ви опинитеся по різні сторони барикад. Нижче представлено опис кожного з режимів, пропонованих грою.
Мультиплеєр присутній тільки на PSP версії.
- Single Race

З'ясуй, хто з вас виявиться швидшим в гонках без правил на будь-якій з 20 різних трас, розташованих по всьому Ліберті-Сіті. Вибирай автомобіль за смаком, налаштовуй кількість кіл (від 1 до 20) і — вперед! В екстремальному підвиді цього режиму Death Race («Смертельна гонка») ви виграєте круги, знищуючи суперників, а корисні оновлення розкидані протягом дистанції — як в однойменному фільмі.
- Stash Dash

Вкради фургон, достав його за призначенням і отримай свої гроші. Звучить просто, але твій конкурент полює за тим же автомобілем і не менше тебе бажає отримати трохи грошенят. Тому, опинившись за кермом потрібної машини, жени як можеш до Сейвхаус, в той час як противник буде переслідувати і стріляти в тебе. Адже чим сильніше буде пошкоджений фургон, тим менше готівки заплатять за його доставку.
- Defend The Base

Об'єднай свої зусилля один з одним й візьми участь в одному з 8 видів спільної гри по захисту своєї території від атак з боку членів ворожих банд. Нападники будуть намагатися знищити певні цілі, наприклад автомобілі і з кожною хвилею їх наступ буде відбивати все важче й важче.
- Gang Bang

Вступи в протистояння з бандою свого опонента за контроль над територією. У цьому режимі ти можеш вибирати, чим зайнятися: організувати захист або вести напад. На допомогу обом гравцям у кожного з них спочатку знаходиться власний загін озброєних головорізів.
- Liberty City Survivor

Вбий або помри сам! Зійшовши з супротивником в сутичці не на життя, а на смерть в одному з п'яти видів поєдинків, де гравцям може знадобитися пройти все місто, щоб постаратися прикінчити один одного.
- Season

Особливий розширений гоночний режим у вигляді чемпіонату. Ви можете вибрати будь-який з 4 турнірів, кожен з яких складається з 5 окремих заїздів. Завдання — набирати максимум очок в кожній з гонок. Саме загальний залік балів допоможе визначити в кінці сезону ім'я володаря кубка

## Інші нововведення
В Chinatown Wars, з'явилася можливість ритися в сміттєвих баках, в зелених можна знайти, наприклад, зіпсований хот-дог, зіпсований гамбургер або інше сміття яке нічого не дає, хоча можна знайти наркотики, гроші (переважно 10 або 15 $) або не зіпсований хот-дог або гамбургер, який може відновити здоров'я гравця, а в червоних — зброя. Зброя переважно, пістолети і мікро-SMG, але іноді ви можете знайти там дробовик, автомат Калашникова або гранати. А також в квадраті 4C в Chinatown можна знайти меч. Також з'явилася можливість купувати лотерейні квитки. Існують квитки за 4, 5, 10 і 15 $. Відповідно, чим вище ціна квитка, тим вище максимальний виграш. У лотереї за $ 4 можна виграти картоплю фрі, яка відновлює половину здоров'я, гамбургер, який повністю відновлює здоров'я, і супер-приз — 50 $. Лотерея за 5 $ з'являється разом з інтернет-магазином ammu-nation, там можна виграти бронежилет, узі, пістолет, штурмову гвинтівку або 5 гранат. У лотереї за 10 $ супер-приз дорівнює 1000 $, а у лотереї за 15 $ можна виграти 15 $, 200 $ чи номер в готелі.
На відміну від інших ігор серії тут замість мобільного телефону (Vice City, San Andreas і Liberty City Stories) або пейджера (III, Advance і Vice City Stories), персонаж має свій e-mail. Але, мабуть творці захотіли максимально наблизити гру до реальності, завдяки чому в ній є навіть спам.

## Сюжет
Після смерті батька Хуану потрібно виконати нескладне завдання: необхідно відвезти дядькові Кенні в Ліберті-Сіті старовинний меч, який належав покійному, щоб зміцнити становище їхньої родини на чолі тріад. Хуан Лі — розпещений багатий татковий синок, який очікував від цієї поїздки тільки розваг. Але з самого початку все пішло не так гладко, як йому хотілося б. Втративши реліквію та побувавши на волосок від смерті, Хуан Лі повинен буде пройти довгий шлях у пошуках честі, багатства і помсти, в найнебезпечнішому місті світу. Спочатку він виконує завдання свого дядька Ву Лі повернувши йому його честь серед Тріад. Пізніше він знайомиться з Чаном, сином головного боса тріад і працює на нього. Крім Чана Хуан знайомиться з Мелані Мілард — подружкою Чана, поліцейським Вейд Хестоном, Джоу Мінгом і з самим Хсін Джаомінгом. Виконуючи різні завдання він дізнається що вбивці його батька — Чан і Джоу. Хуан вбиває їх виконуючи обов'язок Тріад. Через деяких час йому приходить лист від Вейда. Там написано, що поліцейських підкупив якийсь щур і що Чан, і Джоу невинні. Вейд дізнається що скоро буде зустріч пацюка з ФБР і негайно їде туди з Хуаном. Доїхавши, він дізнається, що щур — це Ву Кенні Лі. Хуан, наче божевільний ганяється за ним. Кенні доїжджає до готелю Хсін. Туди приходить Хуан, потім він в люті вбиває зрадника і стає головним босом Тріад в Ліберті Сіті.

### Персонажі
- Хуан Лі (англ. Huang Lee) — протагоніст, виходець з Гонконгу, розпещений нащадок багатої родини. Членством в тріаді зобов'язаний своєму батькові, босові китайської мафії з Коулуна. Після того, як його батько був убитий, Лі Хуан вирушає в Ліберті Сіті, до дядька Ву на прізвисько «Кенні», щоб передати залишену покійним реліквію — древній меч Юй-Цзянь.
- Кенні Лі У (англ. Wu «Kenny» Lee) (також відоміший під американським ім'ям Кенні) — антагоніст, дядько Хуана, глава клану Лі Тріад Ліберті-Сіті. Кенні прагне стати на чолі всієї організації тріад.
- Хсін Джаомінг (англ. Hsin Jaoming) — понад 20 років Хсін Джаомінг керує тріадами Ліберті-Сіті. Глава організації стурбований пошуком гідного наступника, настільки ж розумного та амбіційного, як і він сам.
- Чан Джаомінг (англ. Chan Jaoming) — син глави всіх тріад Ліберті-Сіті Хсін Джаомінга. Вбитий Хуаном.
- Чжоу Мін (англ. Zhou Ming) — один з претендентів на верховенство тріад міста після відставки Хсін Джаомінга. Убитий Хуаном.
- Уейд Хестон (англ. Wade Heston) — поліцейський з управління по боротьбі з наркотиками. Хестон вступає в незвичайний альянс з представником тріад Лі Хуаном, щоб разом обчислити таємного інформатора ФБР.
- Руді Д'Аванцо (англ. Rudy D'Avanzo) — гангстер італійського походження.
- Лестер Лерок (англ. Lester Leroc) — приватний детектив, який вважає себе сучасним втіленням Елвіса. Пов'язаний з угрупованням байкерів «Ангели Смерті». У Лестера чимало контактів у сфері наркобізнесу.

## Саундтрек
Саундтрек Grand Theft Auto: Chinatown Wars представлений як ряд радіостанцій, які можна почути, коли гравець знаходиться в транспортних засобах або ігровому меню. На відміну від радіостанцій, присутніх в інших іграх серії Grand Theft Auto, в Grand Theft Auto: Chinatown Wars не згадуються ведучі радіостанцій, на них відсутні рекламні оголошення, а музика представлена інструментальними композиціями.
Версія гри для Nintendo DS включає в себе тільки 5 станцій, в той час як у версію гри для PSP було додано ще 6 радіостанцій. Ці ж 6 додаткових станцій були також додані до версії гри 1.1.0 для iPhone / iPod і Android.
Музика до вступних титрів і заголовної теми гри була написана реперами Ghostface Killah і MF Doom

## Випуск на основних ігрових платформах

### Nintendo DS
На прес-конференції Nintendo, що пройшла в рамках виставки E3, була анонсована нова гра серії Grand Theft Auto від Rockstar Leeds. Проєкт отримав назву Grand Theft Auto: Chinatown Wars. Пізніше був запущений офіційний сайт проєкту.
У вересні 2008 року журнал Nintendo Power опублікував на сторінках свіжого номера перші подробиці про прийдешню Grand Theft Auto: Chinatown Wars, яка незабаром мала вийти. На сторінках журналу були опубліковані перші скріншоти гри і новий ігровий арт.
15 грудня 2008 стала відома дата релізу (17 березня 2009 року в Північній Америці і 20 березня 2009 року — в Європі).
27 лютого 2009 Rockstar оновила сайт проєкту де були поміщені трейлер, скріншоти, інформація про героїв. 14 березня 2009 знову оновився офіційний сайт. З'явилися перші оцінки та рецензії гри. Офіційний журнал Nintendo схарактеризував гру як «один з найбільших, найскладніших проєктів для NDS, з більш ніж 800 тисяч рядків коду».
Офіційне видання гри, традиційно для серії Grand Theft Auto, комплектується інструкцією, стилізованої під путівник по Liberty City і картою районів міста, з постером на звороті. При пред-замовленні гри покупець також отримував карту з кодом доповнень завантажуваних за допомогою сервісу Rockstar Social Club.

### PlayStation Portable
Rockstar Games офіційним прес-релізом оголосила про плани по випуску найближчої осені Grand Theft Auto: Chinatown Wars для PlayStation Portable, що вийшла в березні 2009 року для портативної консолі Nintendo DS. Гра була портована на Sony PSP розробниками оригінальної версії — студією Rockstar Leeds спільно з засновниками серії Grand Theft Auto з Rockstar North. Chinatown Wars для PSP доступна як на фізичних носіях (UMD), так і в цифровому вигляді (PlayStation Network). У портований GTA: CW на відміну від Nintendo DS є ряд змін: адаптована під широкоформатний екран графіка, поліпшені анімація і освітлення, а також нові сюжетні місії.

### iOS
На iPad гра зі зрозумілих причин вийшла з приставкою HD. У iPad-версії гри була значно поліпшена графіка, моделі транспорту та будівель мають більшу кількість полігонів, поліпшені ефекти освітлення і вибухів. Дана версія гри використовує технологію Multi Touch в ігровому інтерфейсі. Як і у версії для iPhone і iPod touch, існує можливість слухати власну музику на радіо Independence FM.

### Android
Гра появилася в Play Market 17 листопада 2014 року без зайвого розголосу, пізніше Rockstar Games на своєму сайті повідомила про порт гри на Android. Гру портувала студія War Drum Studio, вона ж портувала всі мобільні ігри Rockstar Games

## Продажі
Після випуску гри безліч ігрових видань оцінило гру та якість її виконання високо. Але всупереч очікуванням, продажі гри, в перший уік енд, в Англії мали дуже низькі показники і не досягли показників продажів Grand Theft Auto: Vice City Stories, на який розраховували Rockstar Games.
У порівнянні з продажами попередньої частини гри (6 млн продажів за перший тиждень), продажі цієї частини можна назвати катастрофічно-провальними (в США гра за два тижні досягла показників всього 93,5 тис. копій).
Менше ніж за два місяці продажів Android версії, число продажів становить більше 50 000 копій.